# Rio Ruki
O rio Ruki é um rios da República Democrática do Congo e afluente do rio Congo pela margem esquerda.
O filme The African Queen de 1951 foi filmado nas proximidades deste rio.
- Drake, Travis W.; Baumgartner, Simon; Barthel, Matti; Bauters, Marijn; Van Oost, Kristof; Bush, Glenn, Hydrologic and Biogeochemical Fluxes from the Ruki River and Adjacent Swamp Forest, consultado em 21 de março de 2021
- «Katie and Bogie Hit the Congo», Life, 17 de setembro de 1951
- Kesner-Reyes, Kathleen (2020), «EcosystemRuki», fishbase, consultado em 21 de março de 2021
- Lederer, A. (1973), L'exploitation des affluents du Zaïre et des ports de l'intérieur de 1960 à 1971 (PDF) (em francês), Académie royal et des Sciences d'Outre-Mer: Classe des Sciences Techniques, N.S., XVII-6, Bruxelles, consultado em 22 de março de 2021
- «Ruki River», Encyclopaedia Britannica, consultado em 21 de março de 2021
- Stanley, Henry Morton (1885), The Congo and the Founding of Its Free State: A Story of Work and Exploration, ISBN 978-1-108-03132-5, Cambridge University Press, consultado em 21 de março de 2021
- «Way: Моандака (238294439)», OpenStreetMap, consultado em 21 de março de 2021